# John O'Hurley
John O'Hurley, född 9 oktober 1954 i Kittery, Maine, är en amerikansk skådespelare. Han är mest känd för rollen som Elaines chef J. Peterman i Seinfeld.

## Filmografi (urval)
- 2010 - Magi på Waverly Place, avsnitt Captain Jim Bob Sherwood (TV-serie)
- 2002 - Sabrina tonårshäxan, avsnitt Guilty! (TV-serie)
- 2000-2010 - Svampbob Fyrkant, avsnitt Fools in April/Neptune's Spatula- Neptune's Party (röst i TV-serie)
- 1999 - Family Guy, avsnitt Chitty Chitty Death Bang (röst i TV-serie)
- 1999 - Sunset Beach, avsnitt Episode dated 9 April 1999 (TV-serie)
- 1997 - Arkiv X, avsnitt The Post-Modern Prometheus (TV-serie)
- 1996 - Melrose Place, avsnitt The Bobby Trap (TV-serie)
- 1995-1998 - Seinfeld (TV-serie)
- 1995 - Baywatch Nights, avsnitt Bad Blades (TV-serie)
- 1994 - Frasier, avsnitt Slow Tango in South Seattle (TV-serie)
- 1992 - Baywatch (gästroll i TV-serie)

## Fotnoter
1. ↑  Internet Broadway Database, Internet Broadway Database person-ID: 412054, läst: 9 oktober 2017.[källa från Wikidata]